# Bematistes ferruginea
Bematistes ferruginea är en fjärilsart som beskrevs av Le Doux 1937. Bematistes ferruginea ingår i släktet Bematistes och familjen praktfjärilar. Inga underarter finns listade i Catalogue of Life.